# Amagerbro (metrostation)
Amagerbro is een ondergronds metrostation in de Deense hoofdstad Kopenhagen dat op 19 oktober 2002 werd geopend.

## Geschiedenis
Na meerdere plannen voor uitbreiding van de stad op Amager kwam in 1989 een werkgroep met een uitgewerkt voorstel voor nieuwe woonwijken en bedrijfsterreinen, de Ørestad, aan de westzijde van Amager. In het voorjaar van 1992 werd de Ørestadwet aangenomen waarin de Ørestadsselskabet werd belast met de uitvoering van het bouwproject op Amager en de aanleg van een OV-verbinding tussen de stad en de nieuwe wijken. Voor de OV-verbinding werden een tram, een sneltram en een mini-metro overwogen en na onderzoek viel de keuze van het bestuur van de Ørestadsselskabet in 1994 op de metro. Hoewel het project vooral west Amager betrof waren er ook plannen om het vliegveld aan te sluiten op de metro. Hiervoor zou het traject van de in 1991 stilgelegde goederenspoorlijn, de Amagerbanen, door het oosten van Amager gebruikt kunnen worden. Om deze mogelijkheid open te houden werd in het ontwerp van het metronet uit 1995 een zijlijn met twee ondergrondse stations, waaronder Amagerbro, als M2 opgenomen.

## Ligging en inrichting
Het metrostation ligt onder de Amagerbro Torv in de wijk Sundbyøster op het eiland Amager, in de buurt van het vroegere eindpunt van de Amagerbanan en het in 1938 gesloopte stationsgebouw. De hoofdingang ligt aan de noordkant van het plein en heeft trappen die in een ¾ cirkel rond de lift zijn gebouwd. De lift verbindt rechtstreeks de straat en het perron. Reizigers die de trap nemen komen onderweg op een tussenverdieping die eveneens met een trap verbonden is met de verdeelhal op niveau -2. Zoals in de andere ondergrondse stations die volgens het standaard ontwerp zijn gebouwd is de verdeelhal via twee roltrapgroepen van elk vier roltrappen met het perron verbonden. Boven de verdeelhal zijn daklichten die zorgen dat het daglicht ook in het station komt. De zuidelijke roltrapgroep wordt op niveau -2 geflankeerd door twee ondergrondse fietsenstallingen die toegankelijk zijn met een vaste trap in de Reberbanegade aan de zuidkant en met tussendeuren verbonden zijn met de verdeelhal. 
Vanløse  · Flintholm  · Lindevang · Fasanvej · Frederiksberg · Forum · Nørreport   · Kongens Nytorv · Christianshavn · Amagerbro · Lergravsparken · Øresund · Amager Strand · Femøren · Kastrup · Københavns Lufthavn 